# Грант (округ, Вашингтон)
Шаблон:StateAbbr_ 47°13′ пн. ш. 119°28′ зх. д. / 47.21° пн. ш. 119.47° зх. д.
Округ Грант (англ. Grant County) — округ (графство) у штаті Вашингтон, США. Ідентифікатор округу 53025.

## Історія
Округ утворений 1909 року.

## Демографія
За даними перепису 2000 року загальне населення округу становило 74698 осіб, зокрема міського населення було 39377, а сільського — 35321. Серед мешканців округу чоловіків було 38177, а жінок — 36521. В окрузі було 25204 домогосподарства, 18674 родин, які мешкали в 29081 будинках. Середній розмір родини становив 3,38.
Віковий розподіл населення поданий у таблиці:
| Стать    | До 15 років | 15-21 | 22-29 | 30-39 | 40-49 | 50-65 | 65-85 | Понад 85 |
| -------- | ----------- | ----- | ----- | ----- | ----- | ----- | ----- | -------- |
| Чоловіки | 10215       | 4609  | 4074  | 5174  | 5114  | 5041  | 3602  | 348      |
| Жінки    | 9628        | 3928  | 3698  | 4862  | 4862  | 4875  | 4125  | 543      |

## Суміжні округи
- Дуглас — північ
- Оканоган — північний схід
- Адамс — схід
- Лінкольн — схід
- Франклін — південний схід
- Бентон — південь
- Якіма — південний захід
- Кіттітас — захід

## Виноски
1. ↑  U.S. Decennial Census. United States Census Bureau. Архів оригіналу за 26 квітня 2015. Процитовано 7 січня 2014.
2. ↑  Historical Census Browser. University of Virginia Library. Архів оригіналу за 16 серпня 2012. Процитовано 7 січня 2014.
3. ↑  Population of Counties by Decennial Census: 1900 to 1990. United States Census Bureau. Архів оригіналу за 2 лютого 2019. Процитовано 7 січня 2014.
4. ↑  Census 2000 PHC-T-4. Ranking Tables for Counties: 1990 and 2000 (PDF). United States Census Bureau. Архів оригіналу (PDF) за 18 грудня 2014. Процитовано 7 січня 2014.
5. ↑  State & County QuickFacts. United States Census Bureau. Архів оригіналу за 10 липня 2011. Процитовано 7 січня 2014.(англ.) Наведено за англійською вікіпедією.
6. ↑  American FactFinder. Бюро перепису населення США. Архів оригіналу за 21 травня 2008. Процитовано 31 січня 2008.

| США | Це незавершена стаття з географії США. Ви можете допомогти проєкту, виправивши або дописавши її. |